# Alberto Acosta
Pour les articles homonymes, voir Acosta.
Alberto Federico Acosta est un footballeur international argentin né le 23 août 1966 à Arocena (province de Santa Fe). Aujourd'hui à la retraite, il était attaquant avant de se convertir brièvement dans une carrière d'entraîneur.
Il remporte la Coupe des confédérations 1992 et la Copa América 1993 avec sa sélection nationale. Il participe également à la Copa América 1995.

## Biographie

### Carrière internationale
Alberto Acosta participe avec l'équipe d'Argentine à la Copa América 1993 et est titulaire lors du premier match de son équipe contre la Bolivie puis rentre en jeu lors du dernier match de la phase de groupe contre la Colombie. Il rentre aussi en jeu lors du quart de finale contre le Brésil et participe durant ce match à la séance de tir au but durant laquelle il convertit son tir au but. Durant la demi-finale, Alberto Acosta est titulaire et inscrit de nouveau son tir au but et permet à son équipe d'accéder à la finale. Il est titulaire lors de la finale contre le Mexique et participe à la victoire de son équipe qui conserve ainsi son titre.

## Palmarès

### En sélection
- Argentine
  - Vainqueur de la Copa América en 1993
  - Vainqueur de la Coupe intercontinentale des nations en 1992

### En club
- Universidad Católica
  - Champion du Chili lors du tournoi d'ouverture 1997
  - Vainqueur de la Coupe du Chili en 1995
  - Vainqueur de la Copa Interamericana en 1993

- Sporting Portugal
  - Champion du Portugal en 2000
  - Vainqueur de la Supercoupe du Portugal en 2001

- San Lorenzo
  - Vainqueur de la Copa Mercosur en 2001
  - Vainqueur de la Copa Sudamericana en 2002